# Sylvio Pedroza
Sylvio Pizza Pedroza (Natal, 12 de março de 1918 — Rio de Janeiro, 19 de agosto de 1998) foi um político brasileiro. Serviu como o 18.º prefeito de Natal entre 1946 e 1951, 14.º vice-governador do Rio Grande do Norte entre janeiro e julho de 1951 e o 38.º governador do Rio Grande do Norte entre julho de 1951 e janeiro de 1956.
Seu trabalho como prefeito da capital do estado se caracterizou pelo investimento na orla marítima, pela construção da Avenida do Contorno, a oficialização do bairro do Alecrim, e pela integração do bairro das Rocas ao resto da cidade. Assumiu o governo estadual após o acidente aéreo do Rio do Sal, em Sergipe, no qual seu antecessor, Dix-Sept Rosado faleceu.